# Arquidiócesis de Santa Cruz de la Sierra
La arquidiócesis de Santa Cruz de la Sierra (en latín: Archidioecesis Sanctae Crucis de Sierra) es una circunscripción eclesiástica de la Iglesia católica en Bolivia. Se trata de una arquidiócesis latina, sede metropolitana de la provincia eclesiástica de Santa Cruz de la Sierra. Desde el 22 de abril de 2022 su arzobispo es René Leigue Cesari.

## Territorio y organización
La arquidiócesis tiene 49 170 km² y extiende su jurisdicción sobre los fieles católicos de rito latino residentes en el departamento de Santa Cruz en las provincias de: Andrés Ibáñez, Warnes, Obispo Santistevan, Sara, Ichilo, Vallegrande, Florida, Caballero y una pequeña parte de la provincia Cordillera.
La sede de la arquidiócesis se encuentra en la ciudad de Santa Cruz de la Sierra, en donde se halla la Catedral basílica de San Lorenzo.
La arquidiócesis tiene como sufragánea a la diócesis de San Ignacio de Velasco.
En 2022 en la arquidiócesis existían 87 parroquias.

## Historia
La diócesis de Santa Cruz de la Sierra fue erigida el 5 de julio de 1605 con la bula Super specula militantis del papa Paulo V, obteniendo el territorio de la diócesis de La Plata o Charcas (hoy archidiócesis de Sucre). 
Su sede fue la ciudad de San Lorenzo Real de la Frontera (o San Lorenzo de la Frontera) hasta que en 1622 esta población fue trasladada a orillas del río Piray dando origen a la actual Santa Cruz de la Sierra. Originalmente comprendía 3 curatos o parroquias: San Lorenzo el Real de la Frontera (o La Barranca), Santa Cruz de la Sierra (ubicada hasta 1622 en lo que hoy es el santuario de Cotoca) y San Francisco de Alfaro.
El comisionado real Alonso Maldonado de Torres, presidente de la Real Audiencia de Charcas, deslindó los límites entre las diócesis de La Plata y de Santa Cruz de la Sierra mediante un auto el 17 de febrero de 1609. Dispuso que esta última diócesis comprendiera los 3 curatos de la gobernación de Santa Cruz de la Sierra y los de Mizque (o Salinas del Río Pisuerga) y de las Yungas de Pocona (pertenecientes al corregimiento de indios de Mizque y Pocona) y el del partido de Cliza perteneciente a Cochabamba. El número de curatos se elevó a 13: 3 en la gobernación de Santa Cruz de la Sierra (que quedaron reducidos poco después al de esta ciudad), 7 en el corregimiento de Mizque y Pocona y 3 en el partido de Cliza.
Originariamente era sufragánea de la arquidiócesis de Lima. El 20 de julio de 1609 pasó a formar parte de la provincia eclesiástica de la arquidiócesis de La Plata o Charcas, elevada ese día.
En 1649 fue instituido el seminario diocesano, dedicado a san Juan Bautista, que fue cerrado a fines de 1661 y reabierto en 1770. Hasta 1767 los obispos y canónigos prebendados residieron habitualmente en Mizque, dado la insania del clima en Santa Cruz de la Sierra y las continuas guerras con los indígenas.
En la relación del virrey del Perú José Antonio Manso de Velasco a su sucesor con fecha 23 de agosto de 1761 indicó que la diócesis de Santa Cruz de la Sierra (que llama Misque) tenía 17 836 personas en las 3 provincias que entonces la integraban: Misque, Santa Cruz de la Sierra, y 7 pueblos de la nación chiquitos.
El 22 de agosto de 1804 el rey de España dispuso por real célula: que se agreguen sin réplica al Arzobispado de Charcas los pueblos de Misque, Tarata y Punata, separándolos de Obispado de Santa Cruz de la Sierra.
El 25 de junio de 1847 cedió una porción de su territorio para la erección de la diócesis de Cochabamba (hoy arquidiócesis de Cochabamba) mediante la bula Ubique pateat del papa Pío IX.
El 1 de diciembre de 1917 cedió una porción de su territorio para la erección del vicariato apostólico de El Beni mediante el breve Quae catholico nomini del papa Benedicto XV.
El 22 de mayo de 1919 cedió una porción de su territorio para la erección del vicariato apostólico del Chaco (hoy vicariato apostólico de Camiri) mediante el decreto Optimo sane consilio de la Congregación Consistorial.
El 27 de enero de 1930 cedió otra porción de su territorio para la erección del vicariato apostólico de Chiquitos (hoy diócesis de San Ignacio de Velasco) mediante la bula Apostolicae Sedi del papa Pío XI.
El 30 de julio de 1975 fue elevada al rango de arquidiócesis metropolitana con la bula Quo gravius del papa Pablo VI.
La arquidiócesis recibió la visita pastoral del papa Juan Pablo II en 1988 y del papa Francisco en 2015.

## Estadísticas
Según el Anuario Pontificio 2023 la arquidiócesis tenía a fines de 2022 un total de 1 978 000 fieles bautizados.
| Año                                                                             | Población | Población | Población      | Sacerdotes | Sacerdotes | Sacerdotes | Católicos por sacerdote | Diáconos permanentes | Religiosos | Religiosos | Parroquias y cuasiparroquias |
| Año                                                                             | Católicos | Total     | % de católicos | Total      | Diocesanos | Regulares  | Católicos por sacerdote | Diáconos permanentes | Masculinos | Femeninos  | Parroquias y cuasiparroquias |
| ------------------------------------------------------------------------------- | --------- | --------- | -------------- | ---------- | ---------- | ---------- | ----------------------- | -------------------- | ---------- | ---------- | ---------------------------- |
| 1950                                                                            | 150 000   | 153 000   | 98.0           | 43         | 23         | 20         | 3488                    |                      |            |            | 29                           |
| 1966                                                                            | 375 000   | 390 000   | 96.2           | 61         | 8          | 53         | 6147                    |                      | 78         | 154        | 30                           |
| 1970                                                                            | 380 000   | 400 000   | 95.0           | 92         | 13         | 79         | 4130                    |                      | 119        | 167        | 30                           |
| 1976                                                                            | 425 000   | 465 000   | 91.4           | 92         | 10         | 82         | 4619                    |                      | 124        | 203        | 31                           |
| 1980                                                                            | 620 500   | 640 000   | 97.0           | 91         | 13         | 78         | 6818                    | 1                    | 116        | 230        | 33                           |
| 1990                                                                            | 1 167 000 | 1 297 000 | 90.0           | 121        | 7          | 114        | 9644                    | 4                    | 182        | 253        | 44                           |
| 1999                                                                            | 1 300 000 | 1 600 000 | 81.3           | 150        | 28         | 122        | 8666                    | 5                    | 196        | 481        | 55                           |
| 2000                                                                            | 1 350 000 | 1 650 000 | 81.8           | 164        | 44         | 120        | 8231                    | 5                    | 166        | 421        | 59                           |
| 2001                                                                            | 1 380 000 | 1 520 000 | 90.8           | 158        | 37         | 121        | 8734                    | 2                    | 205        | 466        | 60                           |
| 2002                                                                            | 1 400 000 | 2 033 739 | 68.8           | 177        | 30         | 147        | 7909                    | 2                    | 241        | 505        | 75                           |
| 2003                                                                            | 1 550 000 | 2 033 739 | 76.2           | 202        | 36         | 166        | 7673                    | 5                    | 254        | 589        | 75                           |
| 2004                                                                            | 1 600 000 | 2 033 739 | 78.7           | 189        | 51         | 138        | 8465                    | 5                    | 218        | 494        | 70                           |
| 2010                                                                            | 1 805 000 | 2 291 000 | 78.8           | 194        | 66         | 128        | 9304                    | 6                    | 217        | 572        | 72                           |
| 2014                                                                            | 1 944 000 | 2 466 000 | 78.8           | 182        | 64         | 118        | 10 681                  | 5                    | 184        | 487        | 78                           |
| 2017                                                                            | 2 033 000 | 2 580 000 | 78.8           | 178        | 42         | 136        | 11 421                  | 12                   | 192        | 487        | 83                           |
| 2020                                                                            | 1 925 600 | 2 567 480 | 75.0           | 181        | 40         | 141        | 10 638                  | 17                   | 187        | 482        | 86                           |
| 2022                                                                            | 1 978 000 | 2 637 000 | 75.0           | 239        | 43         | 196        | 8276                    | 17                   | 242        | 479        | 87                           |
| Fuente: Catholic-Hierarchy, que a su vez toma los datos del Anuario Pontificio. |           |           |                |            |            |            |                         |                      |            |            |                              |

## Episcopologio
- Antonio Calderón de León † (4 de julio de 1605-1621 falleció)
- Fernando de Ocampo, O.F.M.Obs. † (1621 por sucesión-1632 falleció)
- Juan de Zapata y Figueroa † (9 de julio de 1635-1648 falleció)
- Juan de Arguinao y Gutiérrez, O.P. † (10 de septiembre de 1646-10 de noviembre de 1659 nombrado arzobispo de Santafé en Nueva Granada)
- Juan de Riviera (Ribera), O.S.A. † (17 de noviembre de 1659-1666 falleció)
- Bernardino de Cárdenas Ponce, O.F.M.Obs. † (7 de junio 1666-1668 falleció)
  - Sede vacante (1668-1672)
- Juan de Isturrizaga, O.P. † (16 de mayo de 1672-1675 falleció)
  - Sede vacante (1675-1680)
- Pedro Cárdenas y Arbieto † (13 de mayo de 1680-30 de mayo de 1684 falleció)
- Juan de los Ríos y Berriz, O.P. † (28 de abril de 1687-2 de mayo de 1692 falleció)
  - Sede vacante (1692-1699)
  - Miguel Álvarez de Toledo, O. de M. † (1697-?) (obispo electo)
- Juan Francisco de Padilla y San Martín, O. de M. † (1 de junio de 1699-1705 falleció)
- Pedro Vázquez de Velasco † (22 de febrero de 1706-1710 falleció)
  - Sede vacante (1710-1714)
- Jaime de Mimbela, O.P. † (26 de febrero de 1714-20 de marzo de 1720 nombrado obispo de Trujillo)
- Juan Cavero de Toledo † (15 de abril de 1720-11 de junio de 1725 nombrado obispo de Arequipa)
  - Juan de Moncada Hurtado de Figueroa † (11 de junio de 1725-diciembre de 1725 falleció) (obispo electo)
- Miguel Bernardino de la Fuente y Rojas † (24 de abril de 1728-7 de agosto de 1741 nombrado obispo de Huamanga)
- Andrés de Vergara y Uribe † (7 de agosto de 1741-1744 falleció)
- Juan Pablo de Olmedo † (23 de agosto de 1745-1755 falleció)
- Fernando José Pérez de Oblitas † (7 de abril de 1756-1760 falleció)
- Francisco Ramón Herboso y Figueroa † (6 de abril de 1761-16 de septiembre de 1776 nombrado arzobispo de La Plata o Charcas)
- Juan Domingo González de la Reguera † (16 de diciembre de 1776-18 de septiembre de 1780 nombrado arzobispo de Lima)
- Alejandro José de Ochoa † (25 de febrero de 1782-11 de abril de 1791 nombrado obispo de La Paz)
- José Ramón de Estrada y Orgas † (11 de abril de 1791-1792 falleció)
- Manuel Nicolás de Rojas y Argandoña † (18 de diciembre de 1795-24 de mayo de 1803 falleció)
  - Sede vacante (1803-1807)
  - Antonio de San Fermín, O. Carm. † (23 de septiembre de 1805-1806 falleció) (obispo electo)
- Francisco Javier Aldazábal † (23 de marzo de 1807-24 de junio de 1812 falleció)
  - Sede vacante (1812-1835)
  - Agustín Francisco de Otondo, C.O. † (1816-13 de junio de 1826 falleció) (administrador apostólico)
- José Manuel Fernández de Córdoba y Meló † (24 de julio de 1835-13 de julio de 1840 nombrado obispo de La Paz)
  - Sede vacante (1840-1846)
  - Francisco León de Aguirre † (13 de julio de 1840-21 de diciembre de 1841 renunció) (obispo electo)
- Manuel Ángel del Prado Cárdenas † (19 de enero de 1846-28 de septiembre de 1855 nombrado arzobispo de La Plata o Charcas)
- Agustín Gómez Cabezas y Sildo † (19 de enero de 1856-23 de mayo de 1860 falleció)
  - Sede vacante (1860-1869)
- Francisco Javier Rodríguez † (22 de noviembre de 1869-16 de mayo de 1877 falleció)
- Juan José Baldivia Morales † (15 de julio de 1878-1 de junio de 1891 nombrado obispo de La Paz)
- José Belisario Santistevan † (1 de junio de 1891 por sucesión-30 de marzo de 1931 falleció)
- Daniel Rivero Rivero † (30 de marzo de 1931 por sucesión-3 de febrero de 1940 nombrado arzobispo de Sucre)
- Agustín Arce Mostajo † (3 de diciembre de 1940-22 de mayo de 1958 renunció)[nota 2])
- Luis Aníbal Rodríguez Pardo † (22 de mayo de 1958-6 de febrero de 1991 retirado)
- Julio Terrazas Sandoval, C.SS.R. † (6 de febrero de 1991-25 de mayo de 2013 retirado)
- Sergio Alfredo Gualberti Calandrina (25 de mayo de 2013 por sucesión-22 de abril de 2022 retirado)
- René Leigue Cesari, desde el 22 de abril de 2022